# Волкова, Марианна Матвеевна
Марианна Волкова (род. 1946, Ломоносов (город), СССР) — американский фотохудожник, фотограф. Жена музыковеда Соломона Моисеевича Волкова.

## Биография
Родилась в Ораниенбауме, откуда её семья была выслана во время сталинских репрессий против ленинградских финнов. Училась в школе в Петрозаводске. Окончила Ленинградскую консерваторию. В 1976 году эмигрировала в США. Первый раз взяла в руки фотоаппарат в 19 лет. Первым фотогероем в творчестве М. Волковой стал Арам Хачатурян.
Фотографии Марианны Волковой публиковались во многих американских и европейских газетах и журналах, среди которых «Нью-Йорк Таймс», «Ньюсуик», «Der Spiegel», «Эуропео». Она автор десяти фотоальбомов, изданных в США и России, среди них такие фотоальбомы как «Мир русско-американской культуры: сто фотопортретов» (с текстом Бориса Парамонова), и альбом «Иосиф Бродский: Портрет поэта. 1978—1996» (Нью-Йорк), «Там жили поэты» (с текстами Сергея Довлатова), «Элита: Сто портретов деятелей российской культуры» (с текстом Петра Вайля). Автор книг: «Не только Бродский», «Иосиф Бродский в Нью-Йорке», «Юрий Любимов в Америке».

## Высказывания
«Марианна Волкова — фотограф необычайной чуткости, и её камера мгновенно находит путь к сердцам людей. Возможно, именно её русское происхождение открывает ей души художников и тех, на кого направляет она свой объектив. Из всех известных мне портретных альбомов этот в наибольшей степени передает образ русской интеллигенции». (Гаррисон Солсбери)

Невозможно лучше запечатлеть человека в Нью-Йорке, чем это сделано фотоаппаратом и воображением Марианны Волковой в случае с Иосифом Бродским. (Гаррисон Солсбери)

Неужели я такой? Я и не знал. (Андрей Битов)